# Арбузовский сельсовет (Московская область)
Арбузовский сельсовет — упразднённая административно-территориальная единица, существовавшая на территории Московской губернии и Московской области до 1954 года.
Арбузовский сельсовет был образован в первые годы советской власти. По данным 1918 года он входил в состав Синьковской волости Дмитровского уезда Московской губернии.
По данным 1926 года в состав сельсовета входили деревни Арбузово, Лишенино, Нестерово, Поповское и Савельево.
В 1929 году Арбузовский с/с был отнесён к Дмитровскому району Московского округа Московской области.
27 февраля 1935 года Арбузовский с/с был передан в Коммунистический район.
4 января 1952 года из Арбузовского с/с в Карповский с/с было передано селение Савельево.
14 июня 1954 года Арбузовский с/с был упразднён. При этом его территория была передана в Синьковский с/с.